# Хронология эволюции
Хронология эволюции — датировка эволюционных событий. Эта статья излагает основные события истории жизни на Земле. Более подробное рассмотрение см. в статьях «История Земли» и «Геохронологическая шкала». Указанные даты приблизительны и при обнаружении новых находок могут меняться (как правило, в сторону увеличения возраста).

## Краткая хронология
История Земли насчитывает 4,54 миллиарда лет, со следующими (очень приблизительными) датами:
- 4,1—3,8 миллиарда лет назад на Земле появилась жизнь (абиогенез).
- 4 миллиарда лет назад появились первые доядерные организмы (прокариоты),
- 3 миллиарда лет назад появились первые организмы, способные к фотосинтезу[1],
- 1,6—2,1 миллиарда лет назад появились первые клетки, имеющие ядро (эукариоты), и первые многоклеточные организмы,
- 540 миллионов лет назад появились первые членистоногие — предки насекомых, паукообразных, ракообразных и ряда других групп,
- 518 миллионов лет назад появились рыбы,
- 475 миллионов лет назад появились наземные растения,
- 400 миллионов лет назад появились насекомые и семенные растения,
- 360 миллионов лет назад появились первые земноводные, из которых позже выделились амниоты,
- 320 миллионов лет назад амниоты разделились на завропсидных и синапсидных,
- 300 миллионов лет назад появились первые пресмыкающиеся (рептилии) и синапсиды (предки млекопитающих),
- 230 миллионов лет назад появились первые динозавры,
- 200 миллионов лет назад появились первые млекопитающие,
- 150 миллионов лет назад из отряда ящеротазовых динозавров выделилися первые птицы,
- 130 миллионов лет назад появились первые цветковые растения,
- 66 миллионов лет назад появляются первые приматы,
- 66 миллионов лет назад вымерли динозавры (кроме птиц),
- 2,8 миллиона лет назад появился род Homo,
- 500 тысяч лет назад люди обрели современный вид (см. антропогенез),
- 300 тысяч лет назад появились современные люди подвида Homo sapiens sapiens.
- 40 тысяч лет назад вымерли последние неандертальцы[2][3].

## Подробная хронология
| - Ma, («мегааннум») значит «миллионов лет назад», ka — «тысяч лет назад» и лн — значит «лет назад». - Ссылки вида [Доп №] содержат дополнения, замечания или иную информацию. Дополнительные обозначения: - † — вымирания из «Большой пятёрки»; - — формирования континентов (отмечены значком Земли); - — ледниковые периоды. |

### Катархейский эон
4,6—4 миллиарда лет назад
Начался с формирования нашей планеты.
| Время (в миллиардах лет назад) | Событие |
| ------------------------------ | --- |
| 4,6                            | Из аккреционного диска, вращающегося вокруг Солнца, формируется Земля. |
| 4,5                            | Согласно господствующей теории гигантского столкновения, Земля сталкивается с планетой Тейя. Тейя сформировалась в точке Лагранжа L4 или L5, но затем, по достижении ею массы 10 % от земной, гравитационные возмущения от планет приводят к тому, что Тейя покидает стабильную лагранжеву орбиту, и последующие её колебания приводят к столкновению двух тел. В результате большая часть вещества ударившегося объекта и часть вещества земной мантии выброшены на орбиту молодой Земли. Из этих обломков собралась прото-Луна и начала обращаться по орбите с радиусом около 60 000 км. От удара Земля получила резкий прирост скорости вращения (один оборот за 5 часов) и заметный наклон оси вращения. Луна приобрела сферическую форму за период от одного года до ста лет после столкновения. Гравитационное притяжение Луны стабилизирует ось вращения Земли и создаёт условия для возникновения жизни. Согласно одному из недавних исследований, уточнённое время формирования Луны — приблизительно 4,36 млрд лет назад. |
| 4,1                            | Поверхность Земли остывает достаточно, чтобы затвердела кора. Формируются земная атмосфера и океаны. Происходит выпадение полициклических ароматических углеводородов и образование по краям океанических плато сульфидов железа, что могло привести к РНК-миру конкурирующих органических структур. |
| 4,1—3,8                        | Зарождение жизни, возможно, произошедшей от самопроизводящихся молекул РНК. Воспроизводство этих организмов требовало ресурсов: энергии, пространства и крохотного количества материи; которых вскоре стало не хватать, что привело к соперничеству и естественному отбору, который выбирал те молекулы, которые более эффективны в воспроизводстве. Затем основной воспроизводящейся молекулой стала ДНК. Архаичный геном вскоре развил внутренние мембраны, которые предоставили стабильную физическую и химическую среду для более благоприятного развития в дальнейшем, создав протоклетку. |

### Архейский эон
4—2,5 млрд лет назад
Архейский эон делится на четыре эры:
 эоархей (4031—3600) палеоархей (3600—3200) мезоархей (3200—2800) неоархей (2800—2500)
| Время (в миллионах лет назад) | Событие |
| ----------------------------- | --- |
| 3900                          | Поздняя тяжёлая бомбардировка — время максимального числа падений метеоритов на внутренние планеты. Это могло бы уничтожить любую жизнь, развившуюся к тому моменту, однако, не исключено, что какие-то ранние микробы-термофилы могли выжить в гидротермальных жерлах под поверхностью Земли; или же наоборот, метеориты могли занести жизнь на Землю. Простейшая жизнь могла зародиться на Марсе, так как он сформировался раньше Земли и имел воду. Расчёты показывают, что в период поздней тяжёлой бомбардировки метеориты выбивали куски поверхности Марса в космос. Они захватывались гравитационным полем Земли и падали на неё. Бактерии, оказавшиеся в этих кусках и выдержавшие такое экстремальное путешествие, могли стать причиной возникновения жизни на Земле. |
| 3900—3500                     | Возникают клетки, похожие на прокариот. Эти первые организмы — хемотрофы. Используя диоксид углерода как источник углерода, они окисляют неорганические материалы чтобы извлечь из них энергию. Позже прокариоты развивают гликолиз, набор химических реакций, высвобождающих энергию из органических молекул, таких как глюкоза, и хранящих её в химических связях АТФ (аденозинтрифосфат). Гликолиз (и АТФ) продолжают использоваться почти всеми организмами и поныне. |
| 3500                          | Время жизни последнего универсального общего предка; происходит разделение на бактерии и археи. Бактерии развивают примитивные формы фотосинтеза, которые поначалу не производят кислород. С помощью протонного градиента эти организмы производят АТФ (нуклеотид, играющий исключительно важную роль в обмене энергии и веществ). Этот механизм до сих пор используется фактически всеми организмами. |
| 3400                          | В ископаемых слоях появляются первые окаменелости микроорганизмов, метаболизм которых использовал серосодержащие соединения. |
| 3200                          | В палеонтологической летописи появляются маленькие органические окаменелости — акритархи (от др.-греч. ἄκριτος «неясный» и ἀρχή «происхождение»). |
| 3100                          | Окончание формирования Ваальбары, первого гипотетического суперконтинента. |
| 3000—2700                     | Появляются фотосинтезирующие цианобактерии; они используют воду как восстановитель, производя в результате кислород как отходы. Большинство последних исследований, однако, говорят о более позднем времени — 2700 млн. В начальной стадии кислород окисляет железо, растворённое в океанах, создавая железную руду. Концентрация кислорода в атмосфере существенно повышается, действуя как яд для многих видов бактерий. Луна всё ещё очень близко к Земле и вызывает приливы высотой до 300 метров, а поверхность постоянно терзается ураганными ветрами. Возможно, такие экстремальные условия смешивания значительно простимулировали эволюционные процессы. |
| 3000                          | Формируется Ур, древнейший континент на Земле. |
| 2700                          | Формируется Кенорленд. |

### Протерозойский эон
2500—539 млн лет назад
Самый длительный период в истории Земли. Начался с изменения общего характера атмосферы.
Протерозой делится на три эры:
 палеопротерозой (2500—1600)
 мезопротерозой (1600—1000)
 неопротерозой (1000—539)
| Время (в миллионах лет назад) |  | Событие |
| ----------------------------- |  | --- |
| 2400                          |  | Происходит Кислородная катастрофа — глобальное изменение состава атмосферы Земли. Фотосинтезирующие архебактерии в бактериальных матах вырабатывают всё больше кислорода. Он вычищает железо из океанов и, поглощаясь поверхностными породами, образовывает магнетит (оксид железа Fe3O4). После того, как поверхностные породы и газы атмосферы оказались окисленными, кислород начинает накапливаться в атмосфере в свободном виде, что приводит к образованию богатой им атмосферы. До этого высокая концентрация кислорода создавалась лишь локально, в пределах бактериальных матов (т. н. «кислородных карманов»). Поскольку подавляющая часть организмов того времени была анаэробной и неспособной существовать при значимых концентрациях кислорода, произошла глобальная смена сообществ: анаэробные сообщества сменились аэробными. Из-за большого количества поступающего кислорода метан, который ранее присутствовал в атмосфере в больших количествах и давал основной вклад в парниковый эффект, соединяется с кислородом и превращается в углекислый газ и воду, что приводит к значительному понижению общей температуры Земли. Начинается Гуронское оледенение, которое продлится около 300 миллионов лет. |
| 1850                          |  | Время жизни древнейшей возможной многоклеточной водоросли — Grypania. |
| 1800                          |  | Формируется Нена. |
| 1800—1500                     |  | Формируется Нуна. |
| 1700                          |  | В палеонтологической летописи появляются клетки, содержащие ядро — эукариоты. Эукариотическая клетка содержит выполняющие различные функции органеллы, которые окружены мембраной. По теории симбиогенеза некоторые органеллы, например митохондрии или хлоропласты (играющие роль «живых электростанций», производящих АТФ), произошли от прокариот путём симбиоза. Первоначально митохондрии были отдельными клеточными организмами, бактериями-друзьями, которые сосуществовали вместе с другими клетками и помогали осуществлять им некоторые функции. По прошествии некоторого времени они захвачены своими хозяевами, постепенно утратили способность к самостоятельному существованию и превратились в органоиды (органеллы). Переход клеток к производству энергии с использованием митохондрий стал эволюционной революцией, так как открыл путь к дальнейшему развитию ядерных клеток и усложнению их внутренней структуры. |
| 1400                          |  | Увеличения разнообразия строматолитообразующих эукаориот. |
| 1200                          |  | Развиваются первые многоклеточные организмы, в основном состоящие из колоний клеток ограниченной сложности. Появление в ископаемых слоях красных водорослей. У этих растений впервые возникает половое размножение, увеличив скорость эволюции. Одно из старейших ископаемых, идентифицированное как красная водоросль, является также древнейшим ископаемым эукариотом, принадлежащим современному таксону. Bangiomorpha pubescens, многоклеточное ископаемое из арктической Канады, очень похоже на современную красную водоросль Bangia, несмотря на разделяющие их 1200 миллионов лет. Появляются первые неморские эукариоты. |
| 1100                          |  | Формируется Родиния. В это время на Земле есть один гигантский континент и один гигантский океан — Мировия. |
| 1060—760                      |  | Появляются первые грибы. |
| 750                           |  | Происходит раскол Родинии на Прото-Лавразию (впоследствии разделившуюся и образовавшую будущую Лавразию), протоплатформу Конго и Прото-Гондвану (Гондвану без Атлантики и Конголезской платформы). |
| 635                           |  | Грибы выходят на сушу |
| 717—635                       |  | Происходит Глобальное оледенение. Этот период, получивший название криогений, предположительно характеризовался тем, что бо́льшая часть Родинии расположена вокруг южного полюса, а окружавший её океан покрыт льдом толщиной в два километра. Лишь часть Родинии — будущая Гондвана — находилась вблизи экватора. Мнения учёных разделяются о том, увеличило или уменьшило это разнообразие видов и скорость эволюции. |
| 600—540                       |  | Время существования Паннотии. |
| 575                           |  | Авалонский взрыв приведший возникновению первых животных эдиакарской биоты. |
| 580—500                       |  | Эдиакарская биота представила первую стадию сложной многоклеточной жизни. Это были причудливые, продолговатые, по большей части неподвижные, организмы, формой напоминающие лист. Ископаемые следы, оставленные по всему миру, раскрывают впервые появившуюся у многоклеточных организмов явную двустороннюю (билатеральную) симметрию. Однако во многом эти организмы остаются загадочными. Чарния — крайне важное ископаемое: во-первых, до её обнаружения считалось, что от докембрия нет окаменелостей и, поэтому, возможно, там не было жизни; во-вторых, она наконец открыла образ докембрийских животных. Дикинсония — характерное ископаемое эдиокарской биоты. Ископаемая сприггина (S. floundersi). Хорошо заметны сегменты и продольная ось. Кимберелла питалась, соскребая микробы с поверхности. Кроме симметрии у сприггины хорошо заметна наметившаяся «голова», образованная первыми двумя сегментами, и основное «тело», уменьшающееся к «хвосту». Появляется структура, которая будет повторяться у большинства сложных организмов. Первое свидетельство о половом размножении у животных —фунизия, а также первые ископаемые свидетельства появления зубов, пищеварительного тракта и ануса у маркуэлиа.   |
| 580—540                       |  | Запасы атмосферного кислорода позволяют сформироваться озоновому слою. Он блокирует ультрафиолетовое излучение, позволяя организмам выйти на сушу. Первые признаки существования гребневиков. Первые ископаемые свидетельства морских губок и коралловых полипов (кораллы и актинии). |

### Фанерозойский эон
От 539 млн лет назад и до настоящего времени
Фанерозойский эон, буквально «время явной жизни», отмечен появлением множества организмов, обладающих твёрдым панцирем или оставляющих следы от передвижения. Он состоит из трёх эр: палеозой, мезозой и кайнозой, разделённых массовыми вымираниями.

#### Палеозойская эра
539—252 миллиона лет назад
Палеозой делится на шесть геологических периодов:
 кембрий (539—485)
 ордовик (485—444)
 силур (444—419)
 девон (419—359)
 карбон (359—299)
 пермь (299—252)
| Время (в млн лет назад) |  | Событие |
| ----------------------- |  | --- |
| 540—500                 |  | Кембрийский взрыв — относительно быстрое (всего за несколько миллионов лет) появление в палеонтологической летописи большей части современных биологических типов, сопровождаемое сильным увеличением видового разнообразия у других, включая животных, фитопланктон и кальцимикробов. Происходит сильная диверсификация живых существ в океанах: хордовые, членистоногие (например трилобиты и ракообразные), иглокожие, моллюски, плеченогие, фораминиферы, радиолярии и другие. Koneprusia brutoni (девонский период, Алниф, Марокко). Окаменелость трилобита Pseudoasaphus praecurrens. Палеозой (468—460 млн лет назад), река Копорка, окрестности Санкт-Петербурга. Шизохроический глаз Erbenochile erbenii — явное свидетельство, что некоторые виды были активны днём. Cheirurus sp., середина ордовикского периода, река Волхов, Россия Трилобиты — главенствующая группа кембрийского периода. У них впервые появляются сложные фасеточные глаза с линзами из кристаллического карбоната кальция); глаза некоторых видов имели больше 15 000 омматидиев. Хорошо заметен сегментированный панцирь. Разнообразие их крайне велико: известно свыше 10 тысяч ископаемых видов и 5 тысяч родов, объединяемых в 150 семейств и 9 отрядов. Потребовалось 3 миллиарда лет для появления многоклеточных организмов, но всего 70—80 миллионов лет для того, чтобы скорость эволюции возросла на порядок (по соотношению скорости вымирания и возникновения новых видов) и породила основную часть сегодняшнего видового разнообразия. Перипатус (онихофора) — живое ископаемое, он почти не изменился за 570 миллионов лет и похож на своего вымершего предка Aysheaia, который возможно стал первым завоёвывать сушу. Модель ракоскорпиона Eurypterus, демонстрируемая в Национальном музее естественной истории в Вашингтоне. К этому отряду относится Jaekelopterus rhenaniae, живший примерно 460—255 миллионов лет назад и имевший длину в 2,5 метра, — крупнейшее известное членистоногое. Пикайя — вымершее головохордовое, найденное в сланцах Бёрджес (смотрите далее). Это самый ранний найденный организм с зачатками прото-хорды. Может быть, это самое раннее хордовое и предок всех хордовых, включая людей. Хотя эту версию разделяют не все. Реконструкция вида Земли в середине кембрийского периода (520 млн лет назад). |
| 530                     |  | Появляются первые ископаемые отпечатки следов на земле, которые указывают на то, что ранние животные исследовали сушу ещё до того, как на ней появились растения. |
| 525                     |  | Древнейшие известные граптолиты. |
| 510                     |  | Первые головоногие (наутилоидеи) и панцирные моллюски. |
| 505                     |  | Месторождение сланцев Бёрджес — первое из известных крупных местонахождений окаменелостей кембрийского периода, на котором найдены десятки тысяч образцов. Большинство из них обладали удивительным и ни на что не похожим строением, как, например, пятиглазая опабиния или мягкотелая виваксия c отростками-шипами на спине; первый крупный хищник на земле, долго «скрывавшийся» от исследователей — аномалокарис (с лат. — «необычная креветка») или одно из самых загадочных ископаемых, галлюцигения, название которой было дано за «странный вид, как будто явившийся из сна». Внешний вид и происхождение многих этих существ остаются предметом споров. Опабиния использовала свой хобот для добычи пищи со дна. Реконструкция виваксии. Аномалокарис охотится на трилобитов. Интерпретация галлюцигении в виде онихофоры. Реконструкция канадасписа (с лат. — «канадский щит») из пласта филопод сланцев Бёрджес. Сланцы Бёрджес позволили сохраниться даже мягким тканям, что сделало их одними из самых известных в мире и лучшими в своём роде. |
| 485                     |  | Первые позвоночные с настоящими костями (бесчелюстные). |
| 468                     |  | Самые ранние останки спор древних наземных растений. |
| 460                     |  | Небольшое Андо-Сахарское оледенение, продлившееся около 30 миллионов лет. |
| 450                     |  | На суше появляются норки двупарноногих, а в море — конодонты и морские ежи. Реконструкция вида Земли в середине ордовикского периода (470 млн лет назад). |
| 443,7                   |  | † Ордовикско-силурийское вымирание, в результате которого вымерло более 60 % морских беспозвоночных, включая две трети семейств брахиопод и мшанок. Причинами катастрофы могли быть вулканизм и эрозия или вспышка гамма-излучения от сверхновой звезды. |
| 440                     |  | Первые представители групп бесчелюстных — гетеростраки и галеаспиды. |
| 434                     |  | Первые примитивные растения «выходят» на сушу в процессе «силурийско-девонской наземной революции», развившись из зелёных водорослей. Растения сопровождали грибы, которые могли помогать им завоёвывать сушу с помощью симбиоза. |
| 428                     |  | Первое ископаемое свидетельство сухопутного членистоногого. Реконструкция вида Земли в силурийском периоде (440 млн лет назад). |
| 420                     |  | Ранние лучепёрые рыбы, панцирные пауки и сухопутные скорпионы. Первые гигантские грибы прототакситы, достигавшие 8,8 метра в высоту. |
| 410                     |  | Первые признаки появления зубов у рыб. Самые ранние наутилиды, плауновидные и тримерофиты. |
| 407                     |  | Первая ископаемая древесина. Растения диаметром около 3—5 сантиметров предположительно были предками лигнофитов (lignophytes). |
| 395                     |  | Первые лишайники и харовые водоросли (ближайшие родственники наземных растений). Ранние сенокосцы, клещи, шестиногие (ногохвостки) и аммониты. |
| 375                     |  | Тиктаалик, лопастепёрая рыба, живёт в мелких реках, болотах или озёрах. Стала переходным звеном между рыбами и земноводными, обладая рёбрами, схожими с теми, что есть у четвероногих; подвижным шейным отделом и примитивными лёгкими, которые позволяли ей недолго находиться на суше. Пышно разросшиеся листопадные растения сбрасывают свою листву в тёплые и бедные кислородом водоёмы, привлекая тем самым мелкую добычу и затрудняя обитание там больших хищных рыб. Исследователи полагают, что тиктаалик, скорее всего, развил свои прото-конечности, передвигаясь по дну и иногда выползая на берег на короткое время. Время жизни древнейшей из известных живородящих организмов — панцирной рыбы Materpiscis (лат. mater — мать, лат. piscis — рыба). Она вынашивает потомство в своём организме. Эта адаптация позволяет защитить плод от агрессивной среды в критический период развития нового организма и снабдить его питательными веществами через пуповину. Реконструкция Tiktaalik roseae, сделанная для Национального научного фонда. Художественная реконструкция рождения Materpiscis attenboroughi. Дунклеостей — гиперплотоядный сверххищник и одна из крупнейших известных панцирных рыб, достигавшая около 10 м в длину и весившая 3,6 т. Gogonasus примечателен своими плавниками — предшественниками передних конечностей. В девоне бесчелюстные и челюстноротые рыбы, достигнув большого разнообразия, заселяют практически все морские и пресноводные бассейны; поэтому этот период часто называют «Веком Рыб». |
| 374                     |  | † Девонское вымирание уничтожает около 19 % семейств и 50 % родов. Это вымирание было одним из крупнейших в истории земной флоры и фауны. Исчезают почти все бесчелюстные. Реконструкция вида Земли в середине девонского периода (370 млн лет назад). |
| 363                     |  | К началу каменноугольного периода Земля начинает походить на современную. Насекомые уже ползают по суше и скоро они устремятся в небо; в океанах плавают акулы — лучшие хищники, а растения, рассыпающие семена, уже покрыли земную твердь и уже скоро вырастут и разрастутся первые леса. Четвероногие (тетраподы) понемногу приспосабливаются к изменившемуся миру и, заселяя сушу, переходят к сухопутному образу жизни. Они постепенно утрачивают признаки, свойственные своим предкам — кистепёрым рыбам, такие как жабры и чешуя и, приспосабливаясь к жизни на суше, начинают дышать только лёгкими. Их голова становится ещё подвижнее, чем у тиктаалика из-за более развитого шейного отдела, а конечности набирают силу и подвижность. Эти существа потом разделятся на 4 класса: земноводные, пресмыкающиеся, птицы и млекопитающие. |
| 360                     |  | Первые крабы и папоротниковые. На земле доминируют семенные папоротники. Начинается оледенение Карру, продлившееся примерно 100 миллионов лет. |
| 350                     |  | Первые крупные акулы, химеровые и миксиновые. |
| 340                     |  | Диверсификация земноводных. |
| 330                     |  | Первые позвоночные-амниоты (палеотирис). |
| 320                     |  | Через 300 миллионов лет лист зернобобового дерева Hymenaea protera и оса Leptofoenus pittfieldae попадут в доминиканский янтарь (возраст этого янтаря примерно 20—16 миллионов лет). Синапсиды отделяются от завропсид (рептилий) ближе к концу каменноугольного периода. Древнейший известный ископаемый янтарь. Его уникальные свойства позволяют сохранять части организмов, которые не оставляют следов в окаменелостях. |
| 312                     |  | Древнейший известный отпечаток тела насекомого, предка подёнки. |
| 305                     |  | Самые ранние рептилии-диапсиды (например, петролакозавры). |
| 300                     |  | Количество кислорода в атмосфере достигает 30—35 % (сейчас 20 %), это позволяет некоторым насекомым, таким как меганевра, достигать поистине гигантских размеров. Размах её крыла достигал 75 см. Это самое большое известное науке летающее насекомое, вместе с пермской Meganeuropsis permiana. Формирование Лавруссии, которая в пермском периоде станет частью Пангеи, а в меловом распадётся на Северную Америку и Евразию. Реконструкция вида Земли в середине каменноугольного периода (330 млн лет назад). |
| 280                     |  | Dimetrodon limbatus и Helicoprion bessonovi Первые жуки. Растёт разнообразие семенных и хвойных деревьев, в то время как лепидодендралии и сфенопсиды постепенно вымирают. Увеличивается видовое разнообразие земноводных (темноспондильные) и пеликозавров. В океанах появляются первые геликоприоны. |
| 252,2                   |  | †Массовое пермское вымирание уничтожает свыше 90—95 % морских видов. Наземные организмы пострадали меньше. Такая своеобразная «расчистка стола» могла привести к будущему видовому разнообразию, однако потребуется примерно около 30 миллионов лет, чтобы жизнь на земле полностью восстановилась. Листрозавр (с лат. — «копающая рептилия»). Диногорго́н (с лат. — «ужасная горгона»). Вымершая парарептилия Nyctiphruretus acudens. Вымершие четырёхлучевые кораллы. Листрозавру, одному из самых распространённых позвоночных триасового периода и предку всех млекопитающих, удалось пережить пермотриасовый кризис, а диногорго́ну (с лат. — «ужасная горгона»), королю пермских джунглей, не повезло — он вымер. Реконструкция вида Земли в середине пермского периода (275 млн лет назад). |

#### Мезозойская эра
От 252,2 до 66 миллионов лет назад
Разделяется на три геологических периода:
 триас (252,2—201,3)
 юра (201,3—145)
 мел (145—66)
| Время (в млн лет назад) |  | Событие |
| ----------------------- |  | --- |
| 252,2                   |  | Начинается Мезозойская морская революция: множащееся количество хищников оказывает всё более возрастающее давление на малоподвижные виды морских существ; «баланс сил» в океанах сильно меняется, так как некоторые виды добычи адаптируются быстрее и ведут себя эффективнее остальных. Вся суша собрана в гигантский суперконтинент Пангея, который омывается гигантским океаном Панталасса. |
| 245                     |  | Древнейшие известные ихтиоптеригии. |
| 240                     |  | Возрастает видовое разнообразие гомфодонтных цинодонтов и ринхозавров. |
| 225                     |  | Самые ранние динозавры (прозавроподы). Питаются растениями и становятся первыми крупными динозаврами, появившимися на Земле. Первые сердцевидки, видообразование у саговниковидных, беннеттитовых и хвойных. Первые костистые рыбы. |
| 220                     |  | Леса голосеменных доминируют на суше; травоядные достигают гигантских размеров. Большой размер даёт им лучшую защиту от хищников и позволяет иметь длинный кишечник, необходимый для лучшего переваривания растений, бедных питательными веществами. Первые двукрылые и черепахи (одонтохелис). Первые динозавры-целофизоиды. |
| 215                     |  | Первые млекопитающие (например эозостродон). Небольшое количество видов позвоночных вымирает. Реконструкция вида Земли в середине триасового периода (220 млн лет назад). |
| 200                     |  | Первое достоверное свидетельство появления вирусов (по крайней мере, группы джеминивирусов). Крупные вымирания среди наземных позвоночных, в частности, крупных земноводных. Появляются самые ранние виды анкилозавров. Мегазостродон, мелкий пушистый зверёк, живёт в норах, питается мелкими беспозвоночными, насекомыми и выкармливает потомство через молочные железы, которые развились из потовых желёз. Вскармливание детёнышей помогает им быстрее расти и развиваться, что делает вид более приспособленным к среде. Мегазостродон становится очередным шагом от цинодонтов в сторону настоящих млекопитающих. Пангея распадается на Лавразию и Гондвану, разделённые океаном Тетис. Оба суперконтинента далее будут распадаться на более мелкие части и их столкновения приведут к активному горообразованию. Результатом давления Африки (отколющейся от Гондваны) на Европу (часть Лавразии) станут Альпы, а столкновение Индии (Гондвана) и Азии (Лавразия) создаст Гималаи. |
| 199,6                   |  | †Триасово-юрское вымирание уничтожает всех конодонтов, составлявших 20 % от всех морских семейств, всех широко распространённых круротарзов, многих земноводных и последних терапсид. Исчезает по меньшей мере половина известных на сегодняшний день видов, живших на Земле в то время. Это событие освобождает экологические ниши и позволяет динозаврам начать доминировать на суше. Триасовое вымирание прошло менее чем за 10 000 лет, непосредственно перед началом распада Пангеи. |
| 195                     |  | Первые птерозавры-доригнатусы и динозавры-зауроподы. Увеличение видового разнообразия маленьких птицетазовых динозавров: писанозавры, гетеродонтозавриды, сцелидозавриды. |
| 190                     |  | В окаменелостях появляются плиозавры. Первые бабочки (археолепис), раки-отшельники, современные морские звёзды, неправильные морские ежи, двустворчатые корбулиды и мшанки (tubulipore bryozoans). Обширное образование губковых рифов. |
| 176                     |  | Первые стегозавры. |
| 170                     |  | Первые саламандры, тритоны, криптоклидиды и эласмозавриды (плезиозавры), и млекопитающие кладотерии. Цинодонты вымерли, в то время как видов зауропод стало больше. |
| 165                     |  | Первые скаты и двустворчатые глицимеридиды. |
| 161                     |  | В палеонтологической летописи появляются цератопсы (Yinlong). |
| 160                     |  | Первое плацентарное млекопитающие Juramaia sinensis (с лат. — «юрская мать из Китая»), предок всех высших зверей и человека, живёт на территории будущей провинции Ляонин. Реконструкция вида Земли в середине юрского периода (170 млн лет назад). |
| 155                     |  | Первые кровососущие насекомые (мокрецы), рудистовые двустворчатые и хейлосомные мшанки (cheilosome bryozoans). Археоптерикс, одна из первых птиц, появляется в окаменелостях, вместе с млекопитающими триконодонтидами и симметродонтами. Увеличивается разнообразие у стегозавриев. |
| 150                     |  | Гондвана распадается на две части, одна из которых включала Африку и Южную Америку, другая — Австралию, Антарктиду и полуостров Индостан. |
| 130                     |  | Рост разнообразия покрытосеменных (цветковых) растений: они развивают специальные структуры, привлекающие насекомых и других животных, чтобы с их помощью обеспечивать опыление. Такая инновация вызвала бурное эволюционное развитие через коэволюцию. Первые пресноводные пеломедузовые черепахи. |
| 115                     |  | Первые однопроходные млекопитающие. |
| 110                     |  | Первые гесперорнисообразные и зубастые ныряющие птицы. Самые ранние двустворки из семейств лимопсиды, вертикордииды и тиазириды. |
| 106                     |  | Появление спинозавра, самого крупного тероподного динозавра. |
| 100                     |  | Первые пчёлы. Ископаемый род мелитосфекс считается «вымершей ветвью собирателей пыльцы из надсемейства Apoidea, дочерней к современным пчёлам», и датируется нижним мелом. |
| 90                      |  | Вымирание ихтиозавров. Самые ранние змеи и двустворчатые нукуланиды. Сильная диверсификация у покрытосеменных: магнолид, розид, гамамелисовых, однодольных и имбиря. Первые известные клещи. Реконструкция вида Земли в середине мелового периода (105 млн лет назад). |
| 80                      |  | Первые муравьи (сфекомирма Фрея) и термиты. |
| 70                      |  | Увеличения видового разнообразия у многобугорчатых млекопитающих. Первые двустворки-йолдииды. |
| 68                      |  | Тираннозавр, самый крупный наземный хищник Северной Америки, появляется в ископаемых слоях. Первые виды трицератопсов. |
|                         |  | |

#### Кайнозойская эра
От 66 миллионов лет назад и до настоящего времени
Кайнозой делится на:
 палеоген (66—23)
 неоген (23—2,8)
 четвертичный период (2,8 — наше время)
| Время   |  | Событие |
| ------- |  | --- |
| 66 Ma   |  | Около полуострова Юкатан падает 10-километровый астероид. Удар с энергией 100 тератонн в тротиловом эквиваленте создаёт 180-километровый кратер Чиксулуб и вызывает цунами высотой 50—100 метров. Помимо очевидных катастрофических последствий в виде ударной волны и цунами, это столкновение выбросило в атмосферу на значительную высоту много пыли и серы. Эти частички могли оседать около года, что уменьшило в этот период количество солнечной энергии, достигающей земной поверхности, на 10—20 %. Есть предположения, что удар пришёлся в крупный резервуар с нефтью, из-за чего она, попав в воздух, взорвалась, что объясняет наличие крошечных углеродных сфер диаметром порядка 50 микрометров в породах этого периода. Существуют гипотезы, что данное падение было лишь одним из нескольких, на что указывает наличие кратера Шива и Болтышского кратера на территории Украины. Падение крупного тела рядом с Индией могло вызвать вулканические извержения расположенных поблизости траппов Декана. Примерно в ту же эпоху и возникает мощный вулканизм в Индии, что сильно и очень быстро изменяет климат Земли и ставит динозавров на грань гибели. Цепь этих событий приводят к †Мел-палеогеновому вымиранию, которое уничтожает около половины всех видов животных, включая мозазавров, птерозавров, плезиозавров, аммонитов, белемнитов, рудистовых и иноцерамидовых двустворчатых, большую часть планктонных фораминифер и всех динозавров, кроме их потомков — птиц. |
| 65 Ma   |  | Начинается быстрое распространение хвойных и гинкговых в высоких широтах, вместе с млекопитающими, становящимися доминантным классом. Первые псаммобииды. Быстрое увеличение количества видов муравьёв. Пургаториус, маленький предок плезиодапиморфов, успешно переживает глобальную катастрофу и становится первым прото-приматом — наиболее вероятным предшественником всех приматов. Наш наиболее вероятный предок был всего 10 сантиметров в длину, имел 20 грамм веса, жил на земле, активно передвигался и вероятнее всего рыл норы. |
| 63 Ma   |  | Эволюционирование креодонтов, важной группы плотоядных млекопитающих. |
| 60 Ma   |  | Диверсификация больших нелетающих птиц. Появляются первые настоящие приматы, вместе с первыми двустворками-семелидами, неполнозубыми, хищными и насекомоядными млекопитающими и совами. Предки плотоядных млекопитающих (миацид) становятся многочисленными. |
| 56 Ma   |  | Гасторнис, большая нелетающая птица, появляется в ископаемых слоях и становится сверххищником своего периода. |
| 55 Ma   |  | Повышается разнообразие групп современных птиц (первые певчие птицы, попугаи, гагары, стрижи, дятлы), первый кит (гималайацетус), самые ранние грызуны, зайцы, броненосцы, появление сирен, хоботных, непарнокопытных и парнокопытных млекопитающих в ископаемых останках. Увеличивается разнообразие цветковых растений. В водных просторах плавает один из ранних представителей сельдевых акул, древняя акула-мако Isurus hastalis. Лавразия окончательно распадается на Лаврентию (сейчас Северная Америка) и Евразию (включая Индию). |
| 52 Ma   |  | Появляются первые летучие мыши (онихониктерис). |
| 50 Ma   |  | Вершина разнообразия динофлагеллят и микроокаменелостей (Nanofossils), рост разнообразия у фоладомиид и двустворчатых гетерокон. В слоях окаменелостей появляются бронтотериевые, тапиры, носороговые и верблюды. Увеличение разнообразия приматов. Реконструкция вида Земли во время эоценовой эпохи палеогена (50 млн лет назад). |
| 40 Ma   |  | Возникают современные формы бабочек и молей. Вымирание гасторнисов. Базилозавр, один из первых гигантских китов, появляется в окаменелостях. |
| 37 Ma   |  | Первые хищные нимравиды («ложные саблезубые») — эти виды не имеют отношения к современным видам кошачьих. |
| 35 Ma   |  | Злаки развиваются из цветковых и луга начинают бурно расти и шириться. Лёгкое увеличение в разнообразии у хладостойких ракушковых и фораминифер, вместе с обширными вымираниями брюхоногих (улиток), пресмыкающихся и земноводных. Начинают возникать многие группы современных млекопитающих: первые глиптодонты, гигантские ленивцы, собаки, пекариевые, а также первые орлы и соколы. Разнообразие у зубатых и усатых китов. |
| 33,9 Ma |  | Начинается малое †Эоценово-олигоценовое вымирание, которое уничтожает около 3,2 % морских животных. |
| 33 Ma   |  | Появление тилацинид (баджцинус). |
| 30 Ma   |  | Первые усоногие и эвкалипты, вымирание эмбритоподовых и бронтотериевых млекопитающих, самые ранние кабаны и кошки. |
| 28 Ma   |  | В отсутствие динозавров, как подавляющего фактора, млекопитающие быстро увеличивают свой размер — за первые 35 миллионов лет от мел-палеогенового вымирания размер видов увеличивался экспоненциально. Исследователями было установлено, что животное размером с мышь эволюционирует до размеров слона примерно за 24 миллиона поколений. Появляется индрикотерий, самое большое сухопутное млекопитающее, когда-либо жившее на земле. Самые крупные особи достигали 8 м в высоту, а самые тяжёлые весили 20 тонн. |
| 25 Ma   |  | Первые олени. |
| 20 Ma   |  | Первые жирафы и гигантские муравьеды, увеличение разнообразия у птиц. |
| 15 Ma   |  | В палеонтологической летописи появляются мастодонты, полорогие и кенгуру, увеличение разнообразия австралийской мегафауны. Реконструкция вида Земли в конце миоценовой эпохи неогена. |
| 10 Ma   |  | Луга и саванны прочно заняли своё место на земле. Увеличение разнообразия насекомых, в особенности муравьёв и термитов. У лошадей увеличиваются размеры тела и развиваются передние верхние зубы. Сильное увеличение разнообразия у луговых млекопитающих и змей. |
| 6,5 Ma  |  | Первый гоминин (сахелантроп). |
| 6 Ma    |  | Диверсификация у австралопитековых (оррорин, ардипитек) |
| 5 Ma    |  | Первые древесные ленивцы и бегемоты, разнообразие у луговых травоядных, больших плотоядных млекопитающих, норных грызунов, кенгуру, птиц и малых плотоядных. Стервятники набирают в размерах, уменьшение количества непарнокопытных млекопитающих. Вымирание плотоядных нимравид. |
| 4,8 Ma  |  | Мамонты появляются в ископаемых слоях. |
| 4 Ma    |  | Эволюция австралопитеков. Появляется ступендемис, становясь самой большой пресноводной черепахой. |
| 3 Ma    |  | Великий межамериканский обмен, когда различные наземные и пресноводные фауны мигрируют между Северной и Южной Америкой. Броненосцы, опоссумы, колибри и вампировые летучие мыши заселяют Северную Америку, в то время как тапиры, саблезубые кошки и олени мигрируют в Южную Америку. Появляются первые короткомордые медведи (арктодусы). |
| 2,8 Ma  |  | Появляются первые виды рода Homo (с лат. — «люди»). Происходит диверсификация хвойных в высоких широтах. В Индии появляется вероятный предок крупного рогатого скота — тур. |
| 2,7 Ma  |  | Эволюция парантропов. |
| 2,5 Ma  |  | Появляются первые виды смилодонов. |
| 1,7 Ma  |  | Вымирание австралопитековых. |
| 1,6 Ma  |  | Дипротодон, крупнейшее известное сумчатое, когда-либо обитавшее на земле, появляется в ископаемых слоях. Этот представитель австралийской мегафауны просуществовал примерно полтора миллиона лет и вымер около 40 000 до н. э. |
| 1,2 Ma  |  | Эволюция Homo antecessor (с лат. — «человек-предшественник»). Вымирают последние популяции парантропов. |
| 600 ka  |  | Эволюция Homo heidelbergensis (с лат. — «гейдельбергский человек»). |
| 350 ka  |  | Эволюция неандертальцев. |
| 300 ka  |  | В Азии вымирают гигантопитеки, гигантские родственники орангутанов. |
| 200 ka  |  | В Африке появляется анатомически современный человек. Около 50 000 лет назад он начал колонизацию других континентов, замещая неандертальцев в Европе и других гоминин в Азии. |
| 190 ka  |  | Время жизни Митохондриальной Евы. |
| 75 ka   |  | Время жизни Y-хромосомного Адама. |
| 73,5 ka |  | †Суперизвержение вулкана Тоба в Индонезии приводит к резкому сокращению численности различных видов живых существ, включая человека. Вместе с тучами пыли и пепла вулкан выбрасывает до трёх миллиардов тонн сернистого ангидрида, в результате этого около 6 лет на Землю проливаются кислотные дожди, а пылевые тучи, закрывающие солнце, приводят к резкому похолоданию. Некоторые исследователи полагают, что после извержения произошло глобальное похолодание, которое длилось около 1000 лет. Население земли снижается примерно до 10 000 (или даже до 1000) пар, что создаёт в эволюции человека эффект бутылочного горлышка. |
| 41 ka   |  | Денисовский человек живёт в большой пещере на территории, населённой также неандертальцами и современными людьми. Его эволюционное расхождение с неандертальцем произошло около 640 тыс. лет назад. |
| 40 ka   |  | Вымирают последние известные гигантские вараны (мегалании). |
| 33 ka   |  | Первые ископаемые свидетельства одомашнивания собаки. |
| 30 ka   |  | Вымирание неандертальца. |
| 26 ka   |  | Последний ледниковый максимум. |
| 20 ka   |  | Объём мозга у людей достигает максимума — 1500 см³ (сейчас 1350). |
| 15 ka   |  | Последний из шерстистых носорогов (лат. Coelodonta) умирает. |
| 11 ka   |  | Наступает эпоха голоцена, сразу за последним ледовым максимумом. Гигантские короткомордые медведи (арктодусы) исчезают из Северной Америки вместе с последними гигантскими ленивцами. В Северной Америке вымирают все лошадиные. |
| 10 ka   |  | Последние материковые популяции шерстистого мамонта (лат. Mammuthus primigenius) вымирают, как и последние смилодоны. |
| 6 ka    |  | Маленькие популяции американских мастодонтов вымирают в областях Юты и Мичигана. |
| 4,5 ka  |  | Последние особи карликового подвида шерстистого мамонта исчезают с острова Врангеля. |
| 398 лн  |  | Вымирают последние туры (лат. Bos primigenius). |
| 89 лн   |  | Последний сумчатый волк умирает в Тасманийском зоопарке 7 сентября 1936 года. |

## Дополнения
1. ↑  Последняя работа группы учёных говорит, что шансы на образование в планетной системе планеты с массой как минимум в половину земной, и у которой есть спутник с массой не менее половины массы Луны, равны 1 к 12. (Луну лишили статуса космического раритета. Лента.ру. Архивировано 14 августа 2011 года., Moons like Earth's could be more common than we thought (англ.). BBC News. Архивировано 8 июля 2012 года.)
2. ↑  Making the Moon (англ.). Astrobiology Magazine. — «Из-за того, что Луна помогла стабилизировать наклон земной оси, климат Земли перестал колебаться от одних экстремальных условий к другим. Без Луны, стабилизирующей ось вращения земли, резкие сезонные изменения климата, скорее всего, погубили бы даже самые приспособленные формы жизни.» Архивировано из оригинала 20 ноября 2009 года.
3. ↑  How the Oceans Formed (англ.). — «Однако, как только Земля достаточно остыла, где-то в первые 700 миллионов лет своего существования, в атмосфере начали сформировываться облака, и Земля вошла в новую фазу развития.» Архивировано 8 июля 2012 года.
4. ↑  Geophysicist Sleep: Martian underground may have harbored early life (англ.). — «В периоде между 4,5 и 3,8 миллиардами лет назад в Солнечной системе не было ни одного безопасного места от бомбардировки громадным арсеналов астероидов и комет, оставшихся от формирования планет. Слип и Занл считают, что, вероятнее всего, на Землю часто падали объекты до 500 километров в поперечнике.» Дата обращения: 12 января 2012. Архивировано 8 июля 2012 года.
5. ↑  «По расчётам сотни тонн материала упали на Землю с Марса.» Нил Деграсс ( "Поэзия Науки: Обсуждения Красоты Науки" лекция-беседа вместе с Ричардом Докинзом)
6. ↑  Однако существуют ещё более ранние свидетельства: «Древнейшие следы присутствия эукариот — в отложениях возрастом 2,7 млрд лет в Западной Австралии.» Федонкин. М. А. «The Origin of Metazoa in the light of the Proterozoic fossil record»
7. ↑  Простые многоклеточные организмы, такие как Rhodophyta, развились уже 1 200 миллионов лет назад.
8. ↑  В 2008 году описано древнее беспозвоночное Eoandromeda octobrachiata, жившее 580 млн лет назад. Однако некоторые учёные относят его к царству Vendobionta. Нижние ветви эволюционного древа, наверное, придётся пересмотреть — Наука и техника — История, археология, палеонтология — Палеонтология — Компьюлента Архивная копия от 20 июня 2015 на Wayback Machine
9. ↑  До этого большая часть организмов были простыми: состоящими из отдельных клеток или колониальными. 610 миллионов лет назад появились аспиделла[англ.], но не ясно, представляет ли она сложные формы жизни. Joseph G. Meerta, Anatoly S. Gibsherb, Natalia M. Levashovac, Warren C. Gricea, George D. Kamenova, Alexander B. Ryabinin. Glaciation and ~ 770 Ma Ediacara (?) Fossils from the Lesser Karatau Microcontinent, Kazakhstan (англ.) // Gondwana Research. — 2011. — Vol. 19. — P. 867—880. — doi:10.1016/j.gr.2010.11.008..
10. ↑  Oldest fossil footprints on land (англ.) (недоступная ссылка — история). — «Самые древние ископаемые следы, когда-либо найденные на земле говорят нам о том, что животные могли выбить растения из природной ниши первобытных морей. Существа размерами с лобстера и похожие на многоножку или слизняка, такие как Protichnites[англ.] и Climactichnites[англ.] оставляли следы, выбираясь из океанов и расползаясь по песчаным дюнам примерно 530 миллионов лет назад. Предыдущие ископаемые следы показывали, что животные выбрались на сушу только 40 миллионов лет спустя.» Дата обращения: 12 января 2012.
11. ↑  Возможной причиной явилось движение Гондваны к области южного полюса, что привело к глобальному похолоданию, оледенению и, последовавшему за ним падению уровня мирового океана.
12. ↑  «Самые древние ископаемые открывают эволюцию бессосудистых растений от середины до позднего ордовикского периода (~450—440 Ma) на примере ископаемых спор.» Transition of plants to land Архивная копия от 2 ноября 2013 на Wayback Machine
13. ↑  «Наземные растения произошли от харовых водорослей, о чём говорят определённые общие морфологические и биохимические черты.» The first land plants Архивная копия от 1 января 2018 на Wayback Machine
14. ↑  Мы приходим к гипотезе, что это существо специализировалось на жизни в мелких реках, возможно в заболоченных водоёмах, возможно даже в некоторых озёрах. И возможно там использовало свои специализированные плавники для передвижения, цепляясь ими за землю. И это то, что очень важно. Оно развивало признаки, которые в будущем позволят животным освоиться на земле. Ted Daeschler, NewsHour, Fossil Discovery Архивная копия от 22 января 2014 на Wayback Machine, April 6, 2006.
15. ↑  "Следы предков акул встречаются за 200 миллионов лет до появления следов первых самых ранних доселе динозавров. Introduction to shark evolution, geologic time and age determination Архивная копия от 7 декабря 2017 на Wayback Machine
16. ↑  Карру — засушливый регион на юге Африки, где найдены образцы валунной глины, первые ясные свидетельства этого оледенения.
17. ↑  Gauthier Chapelle and Lloyd S. Peck. Polar gigantism dictated by oxygen availability (англ.) // Nature : journal. — 1999. — May (vol. 399, no. 6732). — P. 114—115. — doi:10.1038/20099. Архивировано 7 июня 2017 года.. — «Избыток кислорода мог также привести к гигантизму в каменноугольный период, потому как его уровень составлял 30—35 %. Исчезновение подобных насекомых после понижения кислородного уровня говорит о том, что он был критичен для их выживания. Гигантские бокоплавы могли быть теми кто исчез первыми, если уровень температур возрос, а уровень кислорода уменьшился.».
18. ↑  « Вирусы почти всех основных групп организмов — животных, растений, грибов, бактерий и архей — возможно, развились вместе со своими носителями ещё в морях, учитывая то, что большая часть эволюции на нашей планете происходило там. Это также означает, что вирусы, скорее всего, пришли из воды, вместе со своими разнообразными носителями, во время успешных волн колонизации ими суши.» Origins of Viruses Архивная копия от 9 мая 2009 на Wayback Machine (URL accessed on January 9, 2005)
19. ↑  Вероятно, археоптерикс не был предком современных птиц, а лишь представителем боковой ветви ящеров, не добившейся эволюционного успеха. http://lenta.ru/articles/2011/07/29/archaeopteryx/ Архивная копия от 14 ноября 2011 на Wayback Machine
20. ↑  Самый древний ископаемый отпечаток цветкового растения, самый ранний полный эвдикот Leefructus mirus, относится к периоду 123—126 млн лет Учёные откопали древнее цветковое растение Архивная копия от 15 сентября 2011 на Wayback Machine
21. ↑  Чтобы оценить масштабы трагедии, достаточно сказать, что если поделить энергию взрыва на общую площадь земной поверхности, то на каждый квадратный километр придётся 200 000 тонн в тротиловом эквиваленте. Самая большая атомная бомба, взорванная на земле, — Царь-бомба — имела мощность 50 мегатонн. Энергия падения метеорита кратера Чиксулуб равнялась взрыву примерно 2 000 000 таких бомб.
22. ↑  в соответствии с теорией
23. ↑  Современные МП- и МЭ-оценки обычно дают диапазон возраста Евы 140 000—230 000 лет, с максимумом вероятности на значениях порядка 180 000—200 000 лет (Soares P., Ermini L., Thomson N., Mormina M., Rito T., Rohl A., Salas A., Oppenheimer S., Macaulay V., Richards M.B. Correcting for purifying selection: an improved human mitochondrial molecular clock., Am J Hum Genet 84(6):740-759. 2009; doi:10.1016/j.ajhg.2009.05.001)
24. ↑  Исследования показали, что Y-хромосомный Адам жил около 60 000—90 000 лет назад (Mitochondrial Eve and Y-chromosomal Adam Архивная копия от 9 июня 2020 на Wayback Machine, The Genetic Genealogist)
25. ↑  If Modern Humans Are So Smart, Why Are Our Brains Shrinking? Discover. — «Если объём человеческого мозга продолжит снижаться с той же скоростью, то через следующие 20 тысяч лет он сравняется с тем, что был у человека прямоходящего)». Дата обращения: 2 февраля 2012. Архивировано 8 июля 2012 года.